# Hillasaari (ö i Tunturi-Lappi, lat 68,59, long 23,58)
Hillasaari är en ö i Finland. Den ligger i sjön Näkkäläjärvi och i kommunen Enontekis i den ekonomiska regionen  Fjäll-Lappland  och landskapet Lappland, i den norra delen av landet, 900 km norr om huvudstaden Helsingfors. Öns area är 0,2 hektar och dess största längd är 60 meter i nord-sydlig riktning.